# کوییگم
کوییگم (به لاتین: Kooigem) یک منطقهٔ مسکونی در بلژیک است که در کورتریک واقع شده‌است. کوییگم ۴٫۷۸ کیلومتر مربع مساحت و ۷۹۱ نفر جمعیت دارد.